# Осович Сергій Валентинович
Сергі́й Валентинович Осо́вич (англ. Serhiy Osovych, нім. Sergey Osovic, нар. 16 грудня 1973, Росток, НДР) — австрійський спринтер українського походження. Майстер спорту міжнародного класу.

## З життєпису
Випускник Івано-Франківського технікуму фізичної культури 1996 року. Навчався в Прикарпатському університеті (Івано-Франківськ).
Рекордсмен України. Виступав за спортивні товариства «Динамо» та «Україна» (обидва — Івано-Франківськ). Тренувався під керівництвом Дмитра Яремчука.
На Олімпіаді 1996 року досяг чвертьфіналу в дисципліні біг на 100 метрів і разом з українською командою посів 4 місце в естафеті 4×100 метрів.
Був четвертим на Чемпіонаті Європи з легкої атлетики 1994 в Гельсінкі в бігу на 200 метрів і здобув золото на Чемпіонаті Європи з легкої атлетики в приміщенні 1998 у Валенсії. На чемпіонатах світу з легкої атлетики в естафетах на ту ж відстань 1995 року в Гетеборзі та 1999 року в Севільї дійшов до чвертьфіналу, а 1997 року в Афінах — до півфіналу.
У 2003 році набув громадянства Австрії. У 2005 році став австрійським чемпіоном у бігу на 100 метрів.
Сергій Осович має зріст 1,80 м і вагу 78 кг. Працює тренером у LCC Vienna.

## Особисті рекорди
| Дата           | Подія | Місце            | Час   |
| -------------- | ----- | ---------------- | ----- |
| 7 червня 1996  | 100 м | Київ, Україна    | 10,09 |
| 21 червня 1996 | 200 м | Загреб, Хорватія | 20,40 |
| 14 червня 2003 | 400 м | Відень, Австрія  | 47,73 |